# Museo civico Floriano Bodini
Il Museo Civico Floriano Bodini si trova a  Gemonio, in provincia di Varese, ed è dedicato allo scultore Floriano Bodini.
Ospita la collezione permanente di opere di Floriano Bodini e di altri artisti e organizza esposizioni temporanee e manifestazioni artistiche.

## Storia
Il museo nasce negli anni '90 dalla volontà dell'amministrazione comunale in collaborazione con la Provincia di Varese e della Comunità Montana della Valcuvia, con il finanziamento della Regione Lombardia e il contributo della Fondazione Cariplo, sostenuto negli anni dall'impegno dello scultore e dei vecchi e nuovi amici che ne hanno condiviso il pensiero nell'amore per l'arte e la sua divulgazione.
Il progetto nasce dal fortunato incontro tra la volontà mai sopita di riandare alle origini e alle radici storico-culturali e ambientali del processo artistico e quella di creare un centro espositivo di ricerca e di aggregazione, in una visione dell'arte ampia e vitale.

## Architettura
La cascina rurale del ‘700, con la tipica corte lombarda, che costituisce la struttura del Museo Civico Floriano Bodini, in paese veniva chiamata la "cà della Maria Gill".
Le scelte progettuali degli architetti Annig Sarian e Gianni Pozzi si sono orientate al mantenimento dei rapporti di pieno-vuoto e degli spazi originari, nel tentativo di evidenziarne le partiture architettoniche già presenti e valorizzare i materiali tradizionali: la scala e le colonne sono in Serizzo, pietra che rimanda alla tradizione dei picasass, i muri a vista e le capriate in legno. 
All'ingresso del Museo due assi perpendicolari tracciano i due percorsi fondamentali che percorrerà l'occhio del visitatore: dal portone, attraverso la corte e la biblioteca fino al "giardino delle sculture" e da lì verso il panorama delle montagne, attraversando il pergolato con il glicine che avvolge le colonne di pietra.
Il Museo consente al visitatore un percorso circolare che a partire dalla gipsoteca lo conduce, in un continuo passaggio dall'interno all'esterno nella collezione permanente, alla parte dedicata alle esposizioni temporanee. 
Al centro del museo, l'albero di caco rinnova simbolicamente il legame con la tradizione contadina e l'opera "Il Lamento sull'ucciso" del 1961, esposta alla XXXI Biennale di Venezia del 1962 con altre sei opere, si pone come il fulcro ideale dell'intera struttura.
Sul portone d’ingresso spicca il medaglione in Pietra di Saltrio della Madonna di Loreto, luogo caro a Bodini anche per l’importante rapporto con Monsignor Pasquale Macchi che gli commissionerà l’altare, l’ambone e altre opere sacre per il Santuario. 

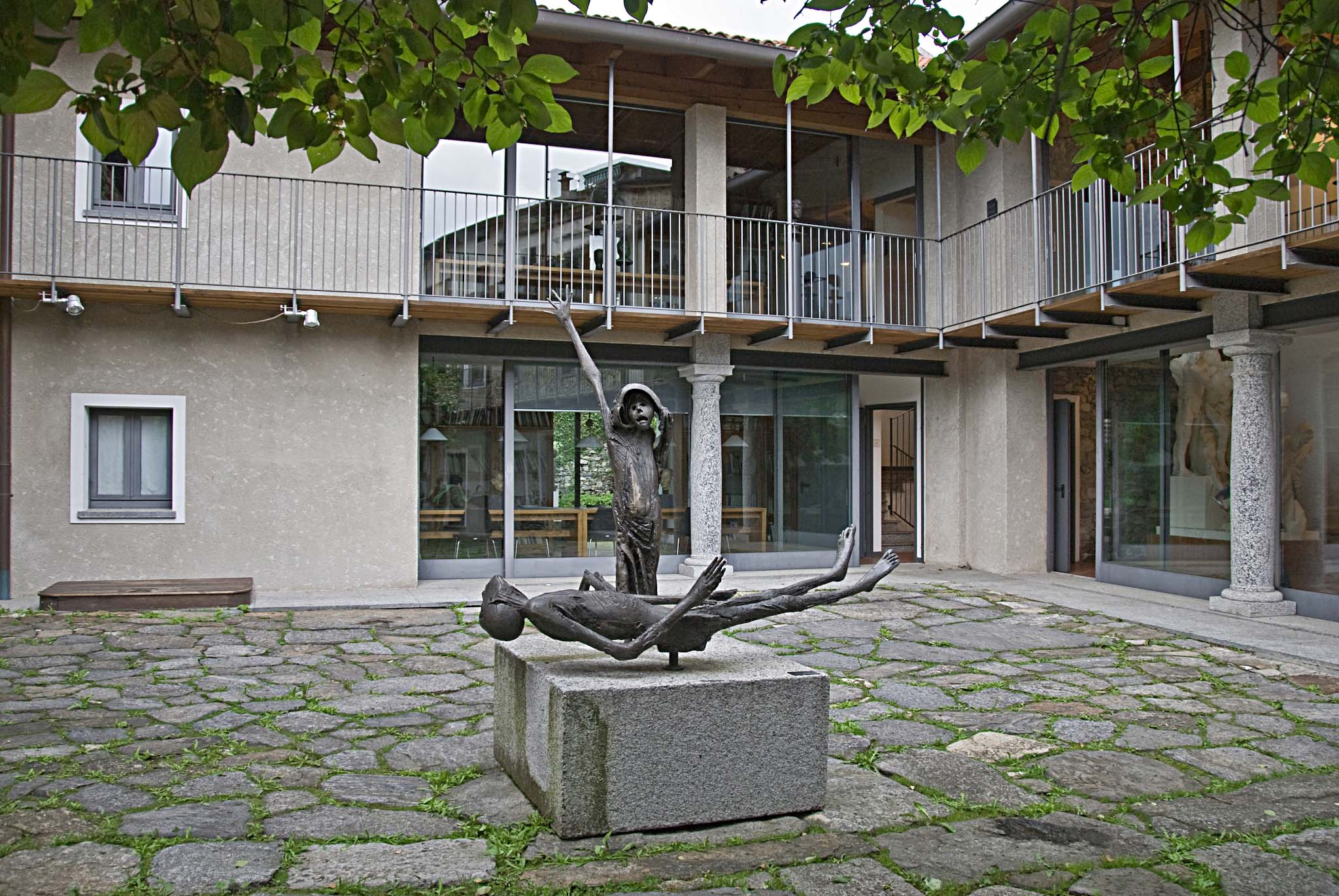
Il cortile, ph Sara Baroni

## Le collezioni
Il corpus delle opere di Bodini, che copre l'intero arco della sua attività artistica, è costituito da  gessi, bronzi, terrecotte e marmi e da numerosi prezzi rappresentativi della sua produzione medaglistica e grafica.
Il Museo vanta un'ampia collezione permanente di opere scultoree, da Leonardo Bistolfi a Medardo Rosso, da Arturo Martini a Giacomo Manzù, da Giuseppe Grandi a Lucio Fontana e da Francesco Messina ad Augusto Perez.
Tra i dipinti, oltre all'importante collezione di artisti legati al Realismo Esistenziale, sono presenti opere di Innocente Salvini, Alberto Sughi, Franco Francese, Giuliano Vangi, Giuseppe Zigaina, Piero Leddi e molti altri, a cui si aggiungono le più recenti donazioni di Jean Rustin, Nicola Villa, Claudio Bonomi, Guido Lodigiani e Giordano Morganti. 
Nell'ambito della grafica, fra i molti fogli, troviamo opere di Fernand Lèger, Henry Moore, Georges Rouault e Graham Sutherland.
Il museo offre inoltre una ricca biblioteca di oltre 5.000 titoli in continuo aggiornamento, con uno sguardo particolare agli autori del realismo esistenziale e alla storia della scultura. 

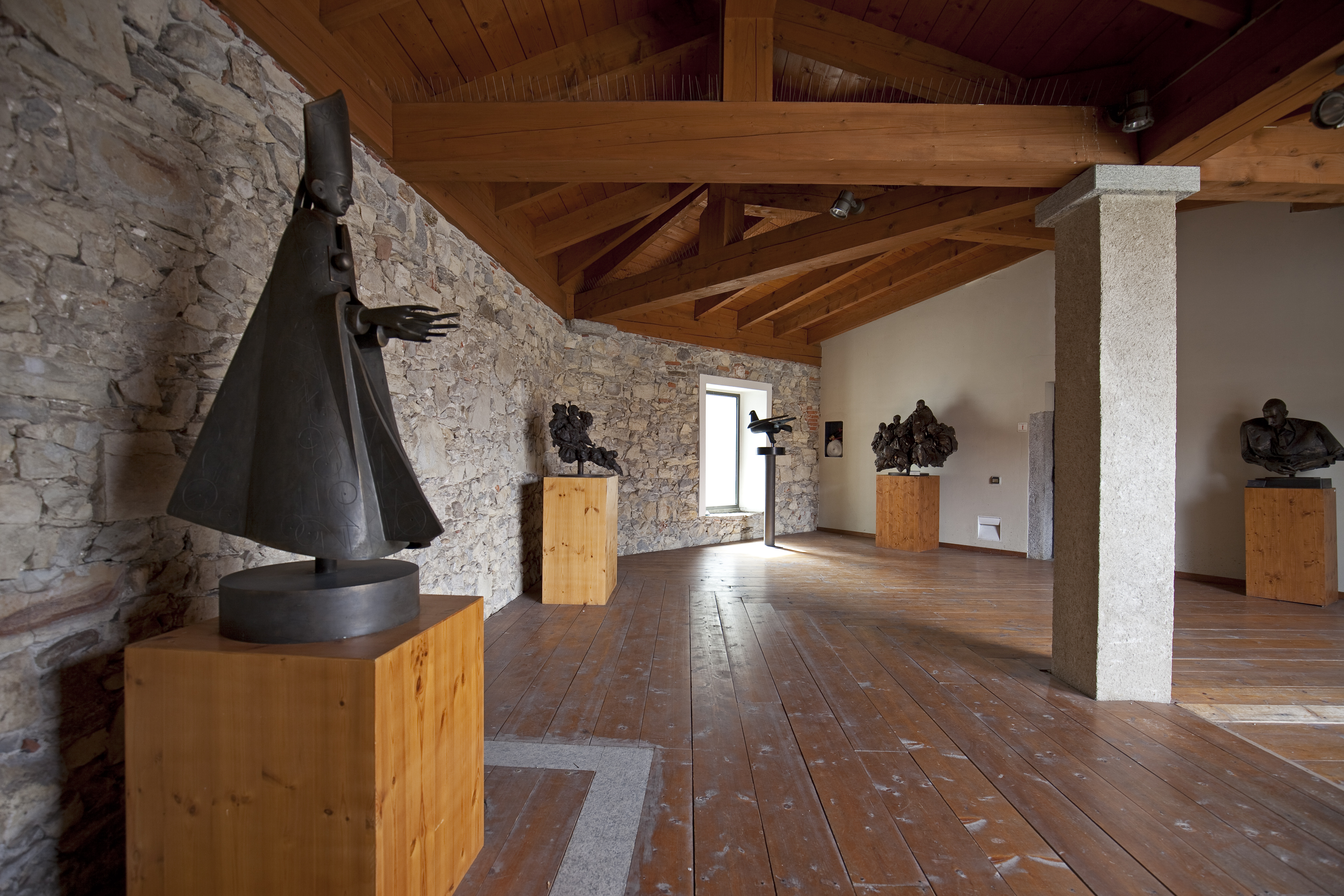
Il loggiato, ph Sara Baroni

## La Giornata delle Arti Artigiane
Dal 2016 si svolge al Museo, nel mese di maggio, la Giornata delle Arti Artigiane. Le prime tre edizioni, a cura di Sara Bodini, hanno approfondito il tema della fusione del bronzo (2016), dell'incisione e della stampa d'arte (2017) e della lavorazione artistica del marmo (2018). L'iniziativa è stata nel 2018 inserita nel programma GEMA, Giornate europee dei Mestieri d'Arte.

## Direzione
Il Museo, di proprietà del Comune di Gemonio, è stato diretto da Claudio Rizzi dall'inaugurazione fino al 2005, da Daniele Astrologo dal 2005 al 2015, da Sara Bodini dal 2016 al 2018 ed è attualmente diretto da Lara Treppiede. 

## Orari
Il Museo è aperto il sabato e la domenica dalle 10.30 alle 12.30 e dalle 15.00 alle 18.00.